# Melecjusz III (patriarcha Konstantynopola)
Melecjusz III, gr.  Μελέτιος Γ΄ (ur. 1772, zm. 28 listopada 1845) – ekumeniczny patriarcha Konstantynopola w 1845 r.

## Życiorys
Został wybrany patriarchą 18 kwietnia 1845. Zmarł siedem miesięcy po jego wyborze 28 listopada 1845 r.